# Cantón de Maure-de-Bretagne
El cantón de Maure-de-Bretagne era una división administrativa francesa, que estaba situada en el departamento de Ille y Vilaine y la región de Bretaña.

## Composición
El cantón estaba formado por nueve comunas:
- Bovel
- Campel
- Comblessac
- La Chapelle-Bouëxic
- Les Brulais
- Loutehel
- Maure-de-Bretagne
- Mernel
- Saint-Séglin

## Supresión del cantón de Maure-de-Bretagne
En aplicación del Decreto nº 2014-177 de 18 de febrero de 2014, el cantón de Maure-de-Bretagne fue suprimido el 22 de marzo de 2015 y sus 9 comunas pasaron a formar parte del nuevo cantón de Guichen.